# (1011) Laodamia
(1011) Laodamia és un asteroide pertanyent al grup dels asteroides que creuen l'òrbita de Mart descobert per Karl Wilhelm Reinmuth des de l'observatori de Heidelberg-Königstuhl, Alemanya, el 5 de gener de 1924.
Al principi va rebre la designació de 1924 PK. Més endavant es va anomenar per Laodamia, un personatge de la mitologia grega.
Està situat a una distància mitjana de 2,393 ua del Sol, podent acostar-s'hi fins a 1,554 ua i allunyar-se'n fins a 3,232 ua. Té una excentricitat de 0,3505 i una inclinació orbital de 5,494°. Empra a completar una òrbita al voltant del Sol 1352 dies.